# Public Citizen

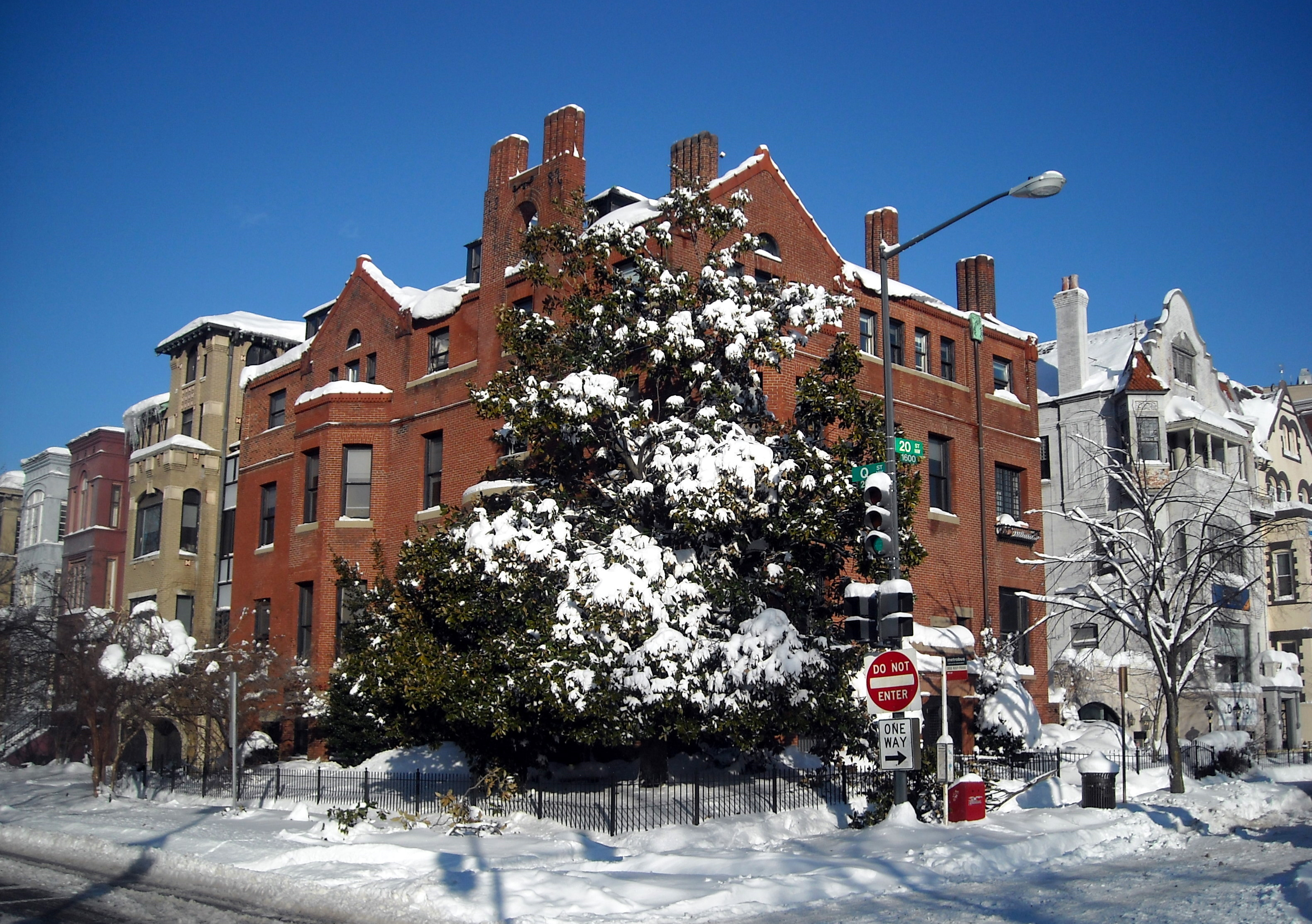
Public Citizen’s Hauptquartier in Washington, D.C.

Public Citizen (deutsch Öffentlicher Bürger) ist ein gemeinnütziger (Non-Profit-Organisation), progressiver Verbraucherschutz/Interessenvertretung und Denkfabrik mit Sitz in Washington, D.C., USA, und einer Niederlassung in Austin, Texas.

## Tätigkeit
Public Citizen Anwälte vor allen drei Zweigen der Bundesregierung der Vereinigten Staaten. Zu seinen fünf Abteilungen gehören: Congress Watch; Energie; Global Trade Watch; die Health Research Group; und Public Citizen Litigation Group, eine landesweit bekannte Anwaltskanzlei im öffentlichen Interesse, die von Alan Morrison gegründet wurde und für ihre Praxis vor dem Supreme Court und Berufungen bekannt ist (... for its Supreme Court and appellate practice).
Im Allgemeinen befürwortet Public Citizen eine strenge Rechenschaftspflicht der Unternehmen und eine strenge staatliche Regulierung, insbesondere in den Bereichen Verkehr, Gesundheitswesen und Kernenergie.
Die Prioritäten der Organisation reichen von der Reform der Wahlkampffinanzierung in den USA über die Drogen- und Fahrzeugsicherheit bis hin zur Finanzreform. Das verbindende Thema ist der Versuch, den Einfluss der Konzerne auf die amerikanische Demokratie einzudämmen.
Public Citizen war beispielsweise eine öffentliche Stimme in Fragen der Arzneimittelpolitik und -preisgestaltung, was durch die Interessenvertretung rund um Gilead Sciences und Remdesivir sowie die potenziell günstigere Alternative GS-441524 veranschaulicht wird.

## Geschichte und Finanzierung
Public Citizen wurde 1971 von Ralph Nader gegründet. Public Citizen finanziert sich durch Beiträge und Beiträge (funded by dues and contributions) seiner Mitglieder und Unterstützer, Stiftungszuschüsse und Veröffentlichungsverkäufe. Es werden keine Regierungs- oder Unternehmensgelder akzeptiert.

## Distanzierung von Ralph Nader
Nach Ralph Naders Präsidentschaftswahlkampf im Jahr 2000 distanzierte sich Public Citizen von seinem Gründer. Das Magazin Mother Jones wies darauf hin, dass Naders Verbindung mit Public Citizen Probleme bei der Mittelbeschaffung verursachte. Das Magazin zitierte einen Brief von Public Citizen an seine Leserschaft mit der Stellungnahme:

“Although Ralph Nader was our founder, he has not held an official position in the organization since 1980 and does not serve on the board. Public Citizen—and the other groups that Mr. Nader founded—act independently.”

„Obwohl Ralph Nader unser Gründer war, hatte er seit 1980 keine offizielle Position in der Organisation mehr inne und ist nicht im Vorstand tätig. Public Citizen – und die anderen von Herrn Nader gegründeten Gruppen – agieren unabhängig.“

## Personen, die mit Public Citizen in Verbindung stehen
- Ralph Nader, Gründer
- Joan Claybrook, erster Geschäftsführer
- Donna Edwards, Gründerin U.S. Representative[9]
- Robert Weissman, geschäftsführender Direktor
- Alan Morrison, Mitbegründer
- Mark J. Green, ehemaliger New York City Public Advocate[10]
- Lori Wallach, Direktorin, Global Trade Watch
- Sidney M. Wolfe, Direktor, Health Research Group
- Phil Radford, ehemaliger Organisator, Global Trade Watch
- Wenonah Hauter, geschäftsführende Direktorin, Food & Water Watch
- Lisa Gilbert, Leitende Vizepräsidentin
- Omar Baddar, Aktivist und Kommentator des israelisch-palästinensischen Konflikts